# کالیتسا، مونته‌نگرو
کالیتسا (به لاتین: Kalica) یک منطقهٔ مسکونی در مونته‌نگرو است که در شهرداری پتنیکا واقع شده‌است. کالیتسا ۱۲۸ نفر جمعیت دارد.